# Druhá válka v Kongu
Druhá válka v Kongu také někdy nazývána Africká světová válka nebo Velká africká válka probíhala v letech 1998 až 2003 v Demokratické republice Kongo (dříve nazývané Zair). Druhá konžská válka patřila k největším a nejsložitějším válkám v moderní africké historii, přímo se do ní zapojilo devět afrických států a kolem 25 ozbrojených skupin.
Podle odhadů si válka od srpna 1998 do dubna 2004 vyžádala na 3,8 milionů obětí. Většinu tvořili civilisté, přičemž příčinou jejich úmrtí byly zejména nemoci a hladomor (často docházelo k zabavování potravin). Druhá konžská válka se tak stala nejkrvavějším konfliktem od druhé světové války. Miliony lidí uprchly do sousedních zemí.

## Příčina války
Za hlavní příčinu druhé konžské války lze považovat boj o nerostné suroviny. To byl také důvod proč se do války zapojily i země, jako Namibie a Zimbabwe, které nebyly bezprostředně ohroženy. Nerostné suroviny těžili i povstalci, kteří tak získávali finanční prostředky k dalším bojům. Roli v konfliktu sehrály také etnické faktory. Rwandské kmeny žijí v bohatých východních provinciích Severní a Jižní Kivu, přičemž konžští Tutsiové měli výrazný vliv na vývoj situace v zemi. Podíleli se na svržení prezidenta Mobuta Seka a byli zastoupeni i v armádě. V roce 1997 Laurent-Désiré Kabila vyměnil Tutsie v řadách konžské armády za příslušníky jiných etnik a později vypověděl příslušníky rwandské armády ze země.

## Průběh druhé konžské války

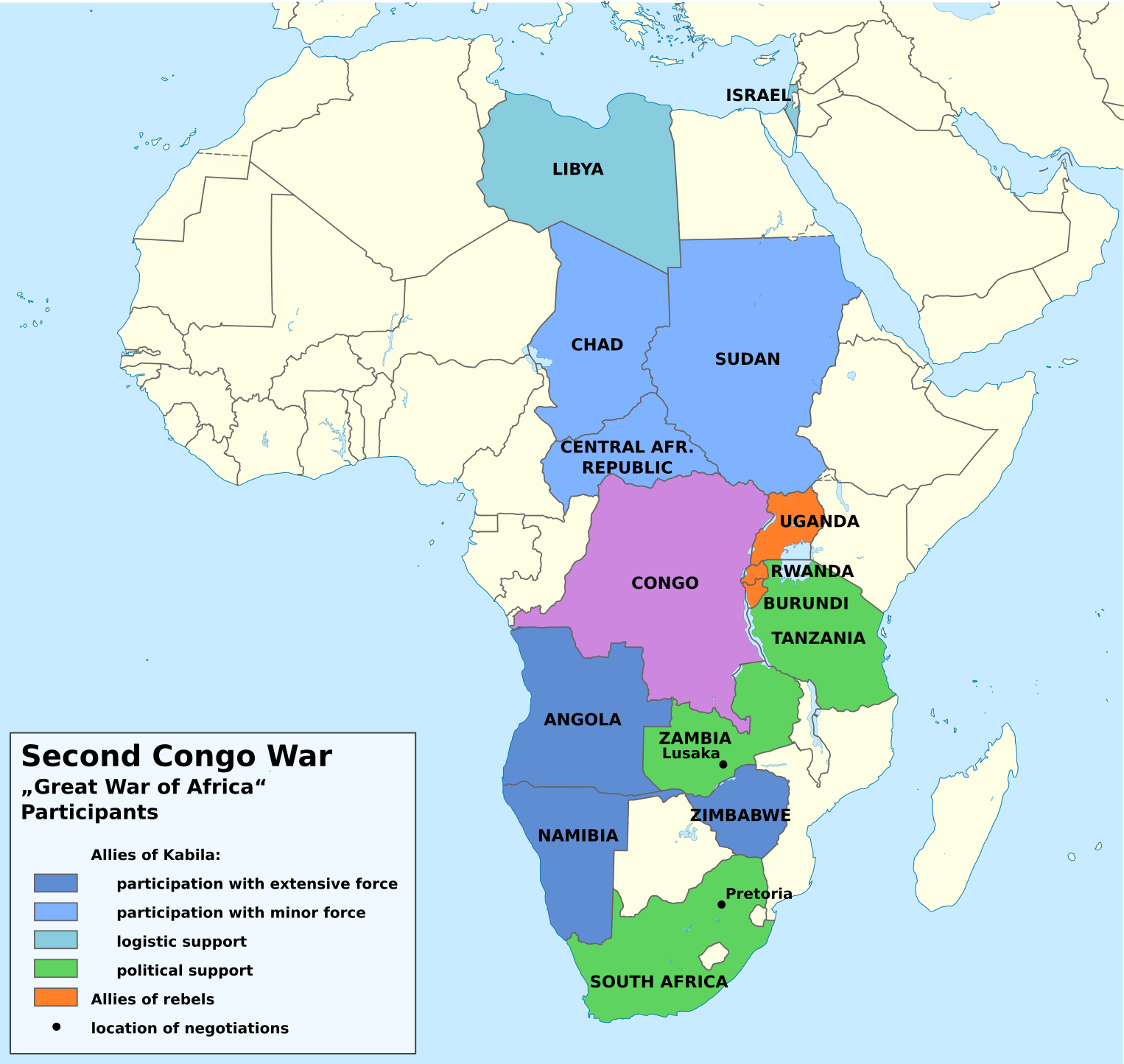
Válečné strany: fialová – Demokratická republika Kongo, oranžová – protikabilovská koalice, tmavě modrá – Kabilovi spojenci, světle modrá – Kabilovi spojenci nepřímo účastní v válce, zelená – Kabilovi političtí podporovatelé

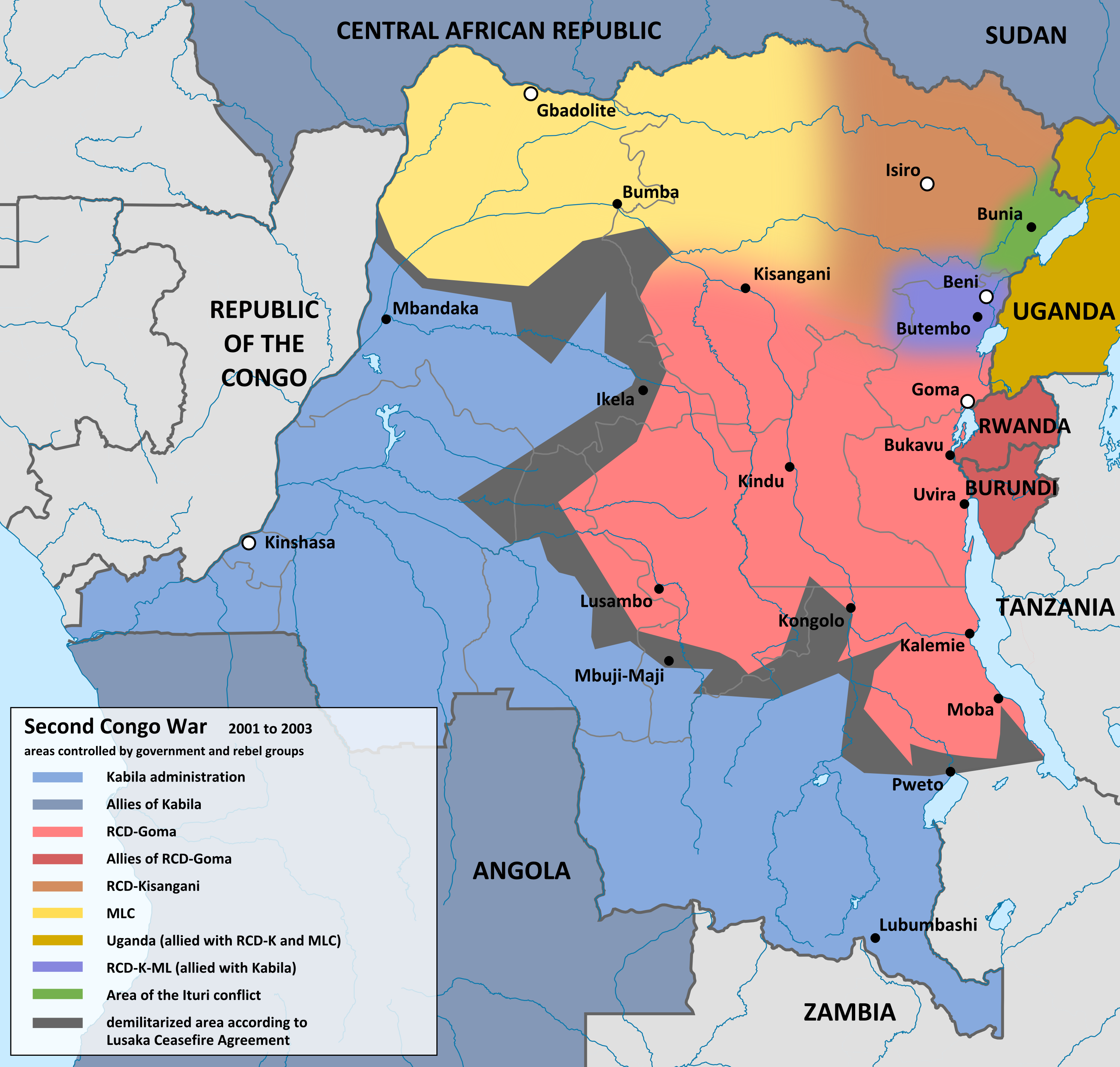
Odhad jednotlivých území držených jednotlivými frakcemi mezi lety 2001 až 2003.

V září 1997 nařídil prezident Laurent-Désiré Kabila stažení rwandských jednotek z Konga a v červenci roku 1998 vypověděl všechny příslušníky rwandské armády ze země. Díky tomuto kroku se řada Kabilových spojenců obrátila proti němu.
Rwanda a Uganda začaly podporovat povstalce, díky čemuž se anti-kabilovské koalici dařilo postupovat ke Kinshase. Oficiálním důvodem pro přítomnost rwandských a ugandských jednotek na území Konga byla obava z povstaleckých skupin, které by mohly ohrozit bezpečnost jejich zemí. Rwanda se obávala milic Interhamwe a Uganda organizace zvané NALU (National Army for the Liberation of Uganda) působících na hranicích mezi Demokratickou republikou Kongo a Ugandou. Jejich cílem bylo svrhnout Kabilu a nahradit ho nově zformovanou povstaleckou skupinou nazývanou Konžské shromáždění za demokracii – RCD (Rassemblement Conglais pour la Democratie). Kabila se proto rozhodl požádat o pomoc Jihoafrické rozvojové společenství (Southern African Development community), přičemž se na jeho stranu postavila Namibie, Zimbabwe a Angola. Získal podporu i Čadu, Libye a Súdánu. RCD tak byla nucena se stáhnout do východní části Konga, odkud pokračovala v bojích s konžskou armádou a jejími zahraničními spojenci.
V únoru roku 1999 Uganda začala podporovat povstaleckou skupinu nazývanou Hnutí za osvobození Konga – MLC (Mouvvement pour la Liberation du Congo), v jejímž čele stál Jean Pierre Bemba. Uganda společně s MLC získala kontrolu nad severní částí Konga. Díky své jednotě se MLC stala nejsilnější povstaleckou skupinou v této občanské válce. V tomto období bylo Kongo v podstatě rozděleno do tří částí. Ve všech částech probíhala intenzivní těžba nerostných surovin.
V červenci 1999 bylo v Lusace v Zambii navrženo příměří. Smlouvu v srpnu podepsalo Kongo, Zimbabwe, Angola, Namibie, Uganda a Rwanda. Tuto smlouvu se však nepodařilo naplnit. Laurent Kabila si vysloužil mezinárodní kritiku za to, že blokoval vytvoření společné vojenské komise, brzdil mezikonžské dialogy a byl proti rozmístění mírových jednotek Organizace spojených národů v zemi. Smlouvu ale porušovaly všechny strany konfliktu, takže dohoda existovala pouze na papíře. V prosinci roku 1999 došlo ke zhoršení bezpečnostní situace v zemi a vše naznačovalo tomu, že i nepatrný incident může spustit organizované násilí proti civilistům, zejména proti Tutsiům.
Dne 16. ledna 2001 byl prezident Laurent-Désiré Kabila zavražděn členem své ochranky. Jeho nástupcem se stal jeho syn Joseph Kabila.
V říjnu roku 2001 začal v Addis Abebě mezikonžský dialog pod záštitou Ketumily Masire (někdejšího prezidenta Botswany). První setkání nepřineslo velký pokrok a bylo odloženo.
V roce 2002 došlo znovu k setkání v Jižní Africe. Tohoto setkání se účastnili představitelé vlády, povstaleckých skupin, politické opozice, občanské společnosti a hnutí Mai-mai. Rozhovory ale opět skončily bezvýsledně. Jednání pokračovala v Jižní Africe do října 2002. Na konci roku 2002 se vojáci Angoly, Namibie a Zimbabwe stáhli. Rwanda přislíbila stáhnout své vojsko ze země výměnou za odzbrojení milic Interhamwe. Rwandští vojáci se měli stáhnout z Konga do října 2002, ale vojáci a RCD zůstali na východě Konga i nadále. Ugandští vojáci se oficiálně stáhli z Konga v květnu 2003.
Smlouva z Pretorie (Jižní Afrika) byla formálně ratifikována všemi stranami 2. dubna 2003 v Sun City v Jižní Africe a tak došlo k oficiálnímu ukončení druhé konžské války. Byla rovněž vytvořena prozatímní vláda a plán, jak dovést zemi ke svobodným demokratickým volbám.

## Zahraniční aktéři ve druhé konžské válce

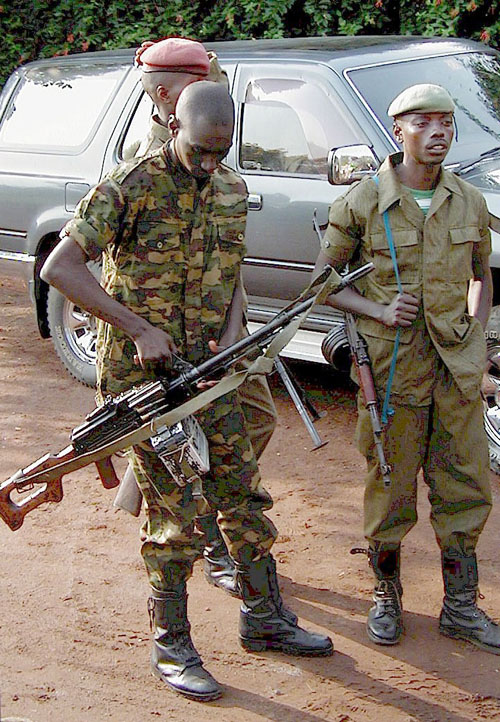
Konžský voják blízko hranic s Rwandou (2001)

Angola – Angola bojovala již v první konžské válce proti Mobutu Sese Sekovi, protože podporoval povstalce z UNITY v Angolské občanské válce. Angola se snažila zamezit operování UNITY v jižním Kongu, protože UNITA zde prodávala diamanty vytěžené v Angole a měnila je za zbraně. Také se obávala, že bezvládí v DRC by mohlo UNITU posílit. Pomoc Angoly byla velmi významná, protože po desetiletích bojů měla jednu z největších a nejzkušenějších armád v Africe.
Zimbabwe – Robert Mugabe poslal Kabilovi na pomoc vojáky. Učinil tak pravděpodobně ve snaze zvýšit svoji prestiž v Africe a také ho lákaly nerostné zdroje Konga. Mugabe se tak stal největším spojencem Kabily. Kabila a Mugabe podepsali kontrakt za 200 milionů dolarů, který získaly podniky vlastněné Mugabem a jeho rodinou.
Namibie – Prezident Sam Nujoma měl v Kongu podobné zájmy jako Mugabe. Řada členů jeho rodiny byla zapojena do těžby nerostných surovin. Opoziční politici a občané Namibie ale byli intervencí do DRC pobouřeni.
Čad – Kabila původně s pomocí francouzské Afriky nepočítal, ale po summitu v Libreville v Gabonu Čad souhlasil s vysláním dvou tisíc vojáků.
Libye – Muammar Kaddáfí poskytl letadla přepravující vojáky z Čadu. Tento krok byl překvapující, protože Libye měla s Čadem územní spory. Kaddáfí se tak pravděpodobně pokoušel vymanit z mezinárodní izolace.
Súdán – Nepotvrzené údaje hovoří o tom, že súdánská armáda bojovala s povstalci v provincii Orientale blízko súdánské a ugandské hranice.

## Významné povstalecké skupiny

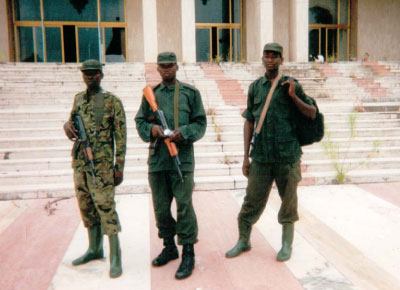
Povstalečtí vojáci vyfotografovaní u severního města Gbadolite roku 2000

RCD-Goma – Konžské shromáždění za demokracii (Congolese Rally for Democracy) – rwandská povstalecká skupina podporovaná Rwandou a Burundi
RCD – K – Konžské shromáždění za demokracii – Kisangani (Congolese Rally for democracy – Kisangani) – působilo zejména v provinciích Ituri, Oriental a Severní Kivu.
MLC – Hnutí za osvobození Konga (Mouvement pour la Liberation du Congo) – podporované Ugandou, v jeho čele stál Jean Pierre Bemba. Toto hnutí působilo především v provinciích Equatur a Oriental.
UPC – Unie konžských patriotů (Union of Congolese Patriots) – působí v Ituri
Mai Mai – vládou podporované povstalecké skupiny bojující proti rwandských a ugandským vojákům a proti povstaleckým skupinám, které tyto země podporovaly. Bojovali také proti přílivu imigrantů z Rwandy
Milice Interhamwe – tvoření příslušníky kmene Hutu, postavily se na strany Kabily a bojovaly proti rwandské vládě, ve které dominovali Tutsiové
NALU – Národní armáda pro osvobození Ugandy (National Army for the Liberation of Uganda)
UNITA – Národní svaz za úplnou nezávislost Angoly (União Nacional para a Independência Total de Angola)

## Poválečný vývoj
Navzdory oficiálním prohlášením o ukončení násilí v roce 2003 boje v jižním Kongu nadále pokračovaly. Hutujské milice se obávaly vrátit zpět do Rwandy, aby se nestaly terčem útoků Tutsiů, a proto zůstaly v deštném pralese ve východním Kongu. Rwandský vpád do Demokratické republiky Kongo narušil křehkou vládu a vytvořil nestabilitu.
V prosinci 2004 se střetly soupeřící skupiny, v rámci konžské státní armády, ve východní části země.
V květnu 2005 bylo zjištěno, že hutujští rebelové, usazení ve východním Kongu, jsou odpovědní za stovky hromadných poprav, znásilňování, násilí a braní konžských civilistů jako rukojmí na území Walungu a Jižního Kivu.
Během roku 2005 milice podporované Rwandou a Ugandou vytvářely nestabilitu v severovýchodním regionu Ituri. Rwandské milice také stále operují ve východní části země v deštných pralesích.
V roce 2005 proběhlo referendum, které vedlo k přijetí nové ústavy. Ústava zaručila nové rozdělení země na 25 provincií.
V roce 2006 se konaly svobodné prezidentské volby. Největší šance na vítězství měl Joseph Kabila a vůdce povstalců Jean Pierre Bemba. Ve volbách zvítězil Joseph Kabila. Bemba však odmítl výsledky voleb akceptovat. Naštěstí násilí bylo pouze dočasné a jen těsně po skončení voleb. V prosinci 2006 byl Joseph Kabila inaugurován za účasti mnoha afrických hlav států. V tomtéž roce se také konaly volby do parlamentu, ve kterých Kabilova Lidová strana pro rekonstrukci a demokracii získala většinu v parlamentu. S pomocí OSN a Evropské unie se Kabilovi podařilo stabilizovat situaci v zemi.

## Důsledky války

### Drancování přírodních zdrojů
Během války došlo k drancování přírodních zdrojů. Těžba probíhala většinou nelegálně. Experti OSN doporučili zakázat vývoz nerostných surovin ze země, ale tato doporučení nebyla nikdy dodržována. V roce 1999 se rwandská a ugandská vojska střetla ve městě Kisangani, které je proslulé těžbou diamantů.

### Znásilňování
V říjnu 2004 Amnesty International zaznamenala 40 000 případů znásilnění v předešlých šesti letech. Většina případů znásilnění se odehrála v jižním Kivu. Počet znásilněných žen však bude patrně daleko vyšší, protože velká část z nich se bojí odsouzení svého okolí, a tak znásilnění neohlásí. Znásilňování také přispělo k rozšíření HIV v DRC. Ve východním Kongu je intenzita znásilňování a dalšího sexuálního násilí popisována jako nejhorší na světě. Všechny vojenské jednotky jsou vinny, ale milice a další povstalecké skupiny mají podíl na vině největší.

### Uprchlíci
Během války bylo vyhnáno na 3,4 milionů lidí. Většina z nich pocházela z východní části země. Téměř další 2 miliony lidí uprchly do sousedních zemí: Rwandy, Burundi, Tanzanie a Ugandy.

### Pygmejové
Během války byli Pygmejové chytáni jako zvířata a zabíjeni. Někteří povstalci byli kanibalové a jedli Pygmeje, protože věřili, že tím získají magickou sílu.

### Lidé stále umírají
I když oficiálně válka skončila před několika lety, lidé v Kongu umírají i nadále. Odhadovaný počet obětí je 45 000 za měsíc; 2 700 000 lidí umřelo od začátku roku 2004. Tento počet obětí je zaviněn hlavně kvůli velmi rozšířeným nemocem a hladomoru, zprávy ukazují, že téměř polovina usmrcených osob jsou děti mladší 5 let. Tento počet mrtvých byl zaznamenán od roku 2004, kdy počala snaha obnovit národ. Úsilí jsou omezována faktory, jako je konflikt v Kivu, který může být, a často je považován za pokračování druhé války v Kongu. Počet obětí násilných vojáků, radikálů, a povstalců v akci byly odhadnuty na více než 1 000 v roce 2009.